# Ota Kafka
Ota Kafka (11. července 1911 Divišov – 1944, koncentrační tábor Auschwitz) byl sportovní novinář Lidových novin.

## Život
Vystudoval obecnou školu v Divišově a po absolvování gymnázia v Benešově nastoupil do Lidových novin, kde působil do roku 1939 jako sportovní redaktor se zaměřením na fotbal. V roce 1939 mu bylo pro jeho židovský původ znemožněna práce v redakci a pracoval jako obchodní příručí v Klatovech. Dne 30. listopadu 1942 byl transportován z Klatov do pevnosti Terezín a dne 20. ledna 1943 byl převezen transportem do Osvětimi. Z tohoto transportu 2000 osob přežil pouze jeden vězeň.
Podle jiných zdrojů byl novinář Ota Kafka zastřelen v Pardubicích dne 9. června, v tomto případě však důvěryhodný původní zdroj uvádí i odlišné datum a místo narození 27. července 1910 a Hradec Králové a jméno Otto Kafka, takže jde s největší pravděpodobností o omyl v osobě.